# BBVA Provincial
BBVA Provincial es una institución financiera venezolana con sede en Caracas que es controlada por el grupo español BBVA. Es el tercer banco más grande del país y pertenece al Estrato Grande de bancos según SUDEBAN junto con el Banco de Venezuela y Banesco. En 2024 el banco disponía de 262 agencias u oficinas.

## Historia
Inició sus actividades el 15 de  octubre de 1953 como Banco Provincial de Venezuela, después de un período de preparativos y de promoción que un año antes había iniciado un grupo conformado por el Credit Lyonnais, Ramón Ricardo Ball, Oscar Machado Zuloaga, Eloy Anzola Montauban, Carlos Rodríguez Landaeta y Jacques Alexandre. En 1976 se decide cambiar el nombre a Banco Provincial. 
El 14 de abril de 1983 se aprueba la fusión por absorción con el Banco Continental desapareciendo este último el 22 de julio del mismo año, desde ese momento se convierte en líder del mercado bancario venezolano. En 1986 adquiere el Banco de Lara que había sido fundado en 1953, pero esta adquisición no implicaba fusión. En 1996 se le permite la fusión de sus compañías filiales, transformándose en el primer banco de Venezuela en ofrecer todos los servicios (banco universal). Así mismo, ese mismo año adquirió a la sociedad financiera FINALVEN. En 1998 adquiere el Banco Popular y de Los Andes, al año siguiente adquiere el Banco de Occidente.
En 1998 el entonces Banco Bilbao Vizcaya (BBV) adquiere la mayoría accionaria del banco transformándose en BBVA Banco Provincial.  
En 2000 se fusiona con el Banco de Lara (banco regional) que había sido adquirido en 1986; ese año, después de haber dominado por más de 17 años el ranking bancario, es desplazado al segundo lugar por el Banco de Venezuela.

## Presidentes
- Ramón Ricardo Ball (1953-1958)
- Capitán (R) Remigio Elías Pérez (1958-1993)
- José María Nogueroles (1993-1997)
- León Henrique Cottin (2005-hasta la fecha)

Desde 1997, a raíz de la incorporación del Banco Provincial a BBVA, han ocupado la Presidencia Ejecutiva: 
- Juan Carlos Zorrilla (1997-2001)
- José Carlos Pla (2001-2005)
- José Antonio Colomer (2005-2007)
- Pedro Rodríguez Serrano (2008-2018)
- José Agustín Antón (2018-2023)
- Fernando Alonso (2023-), como Country Manager[8]

## Eslóganes
- 1952-1976: El primer banco del país
- 1976-1997: Su punto de apoyo
- 1997-2004: Venga... al Banco Provincial
- 2004-2017: Adelante
- 2017- : Creando oportunidades